# جسر باب سليمان الخشبي
جسر باب سليمان الخشبي هو جسر بناه الجيش العثماني في بدايات القرن العشرين على نهر «باب سليمان» بأبي الخصيب جنوب البصرة.
تم صناعة هذا الجسر من الخشب المهوجني، ولأن هذا النوع من الخشب لا يتأثر بالماء مهما اشتدت ملوحته، فقد ظل شاخصا حتى اللحظة ولكن يحتاج لترميم شامل للمحافظة عليه.